# Broadhall Way

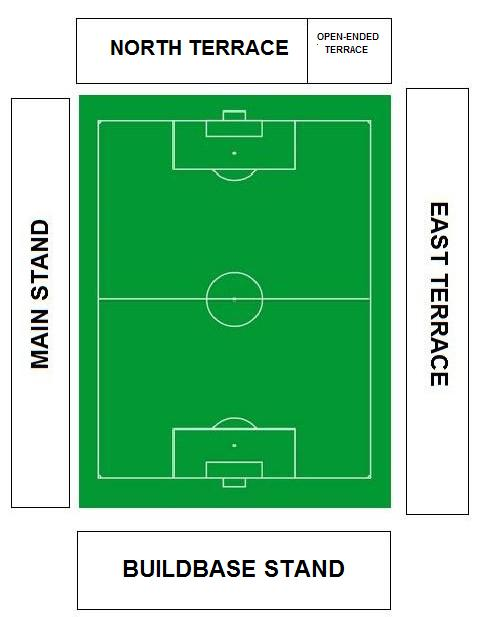
Stadionplan

Der Broadhall Way  (durch Sponsoringvertrag offiziell Lamex Stadium) ist ein Fußballstadion in der englischen Stadt Stevenage, Hertfordshire. Die Mannschaft des FC Stevenage (Spitzname: The Boro) trägt hier ihre Heimspiele aus. Im Januar 2009 erhielt das Stadion den Sponsorennamen The Lamex Stadium nach der Lamex Food Group. Die sportliche Heimat der Boro bietet insgesamt 7100 Plätze; davon sind 3412 Sitzplätze.

## Geschichte
Im Jahr 1976 gründete sich der Fußballverein Stevenage Borough (seit 2010: FC Stevenage), nachdem die Stevenage Athletics aufgelöst wurden. Die Athletics trugen seit 1961 ihre Spiele am Broadhall Way aus; damals war es nicht mehr als ein umzäuntes Fußballfeld. Der neue Verein konnte nicht im Broadhall Way spielen, da die Stadt das Grundstück an einen Geschäftsmann verkauft hatte. Ende der 1970er Jahre kaufte die Stadt das Stadion zurück und renovierte es. Daraufhin zog Stevenage Borough in das alte Stadion der Athletics ein und nahm 1980 an der United Counties Football League teil, die sie gleich als Erster abschlossen. Nach weiterem sportlichen Aufstieg mit den Jahren erreichte Stevenage Borough die Football Conference. Zwei Jahre später wurde Borough Erster mit acht Punkten Vorsprung auf den FC Woking und schaffte den Aufstieg in die Football League Third Division. Da das Stadion den Anforderungen (6000 Plätze, davon 1000 Sitzplätze) der Football League nicht genügte; verblieb der Verein in der Football Conference.
Mit den Jahren wurde die Spielstätte renoviert. Das Stadion bietet heute vier überdachte Tribünen. Die Haupttribüne im Westen ist mit Sitzplätzen, verglasten Büros und Logen ausgestattet. Auf der Gegengeraden an der Ostseite ist die Tribüne ein Stehplatzrang; er wird von den Heimfans genutzt. Ebenso den Heimfans vorbehalten ist die siebenstufige Nordtribüne mit 700 Plätzen. Der Stehplatzrang ist zu drei Viertel überdacht und am Ostende offen. Im Jahr 2001 ergänzte der South Stand mit einer in das Dach integrierter Anzeigetafel für 600.000 £ und privatem Parkplatz das Stadion. Auf der Tribüne finden die Gästefans ihre Plätze und sie enthält ein Computer-Lernzentrum. Für die Saison 2007/08 wurde eine neue Flutlichtanlage mit vier Masten in den Ecken installiert.
Der Umbau der Spielstätte soll weitergehen. Im April 2011 veröffentlichte der Verein ein Computer-animiertes Bild einer neuen Nordtribüne; um potentiellen Geldgeber für den Bau zu gewinnen. Der Rang soll 2000 Sitzplätze haben und insgesamt 1,25 Millionen £ kosten. Die Hälfte davon soll vom Football Stadia Improvement Fund der Football Foundation kommen. Vereinsvorsitzender Phil Wallace hofft, dass noch 2012 mit dem Bau begonnen werden kann. Wenn sich früher Geldgeber finden; würde man schon früher mit dem Bau beginnen.

## Zuschauerschnitt und Besucherrekord
Am 25. Januar 1998 kamen zur Partie der 4. Runde im FA Cup 1997/98 zwischen dem FC Stevenage und Newcastle United (1:1) 8040 Fans in das Stadion.
- 2012/13: 3170 (Football League One)
- 2013/14: 2964 (Football League One)
- 2014/15: 3191 (Football League Two)

## Tribünen
- Main Stand – West, Sitzplätze, überdacht
- East Terrace – Ost, Stehplätze, überdacht
- North Terrace – Nord, Stehplätze, teilweise überdacht
- Buildbase South Stand – Süd, Sitzplätze, überdacht, Gästefans